# Macronicophilus ortonedae
Macronicophilus ortonedae är en mångfotingart som beskrevs av Filippo Silvestri 1909. Macronicophilus ortonedae ingår i släktet Macronicophilus och familjen Macronicophilidae.
Artens utbredningsområde är:
- Colombia.
- Ecuador.

Inga underarter finns listade i Catalogue of Life.